# نيك برايس
نيك برايس (بالإنجليزية: Nick Price) هو لاعب غولف جنوب أفريقي وزيمبابوي، ولد في 28 يناير 1957 في ديربان في جنوب أفريقيا.

## وصلات خارجية
- الموقع الرسمي
- نيك برايس على موقع رابطة لاعبي الغولف المحترفين (الإنجليزية)
- نيك برايس على موقع رابطة أوروبا للاعبي الغولف المحترفين (الإنجليزية)
- نيك برايس على موقع رابطة اليابان للاعبي الغولف المحترفين (الإنجليزية)
- نيك برايس على موقع التصنيف العالمي الرسمي للغولف (الإنجليزية)
- نيك برايس على موقع الموسوعة البريطانية (الإنجليزية)
- نيك برايس على موقع إن إن دي بي (الإنجليزية)